# 유나이티드 월드 칼리지

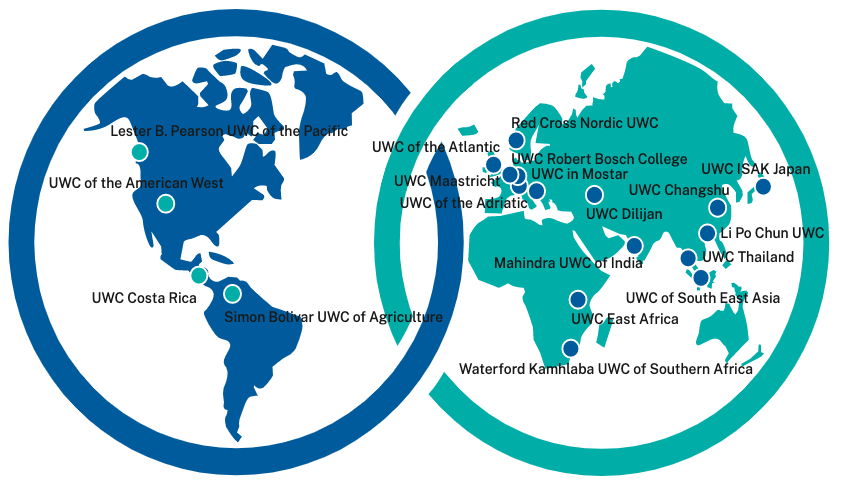

유나이티드 월드 칼리지(United World Colleges - UWC)는 150개국 이상의 나라들의  학교들이 가입한, 단기간의 교육 프로그램, 국가 위원회가 있는 교육 단체이다.  UWC 의 학교, 대학교, 국가 위원회에서는 장학금과 학비 보조금 제도를 마련해주고 학교에 따라서 학생들이  수수료를 내는 곳도 있다.
영국에 위치해 있는 UWC 단체는 캐나다, 인도, 이태리, 노르웨이, 싱가포르, 스와질랜드, 미국, 영국, 독일, 아르메니아, 코스타 리카, 보스니아와 헤르체코비나, 태국, 중국 (본토와 홍콩), 네덜란드, 일본, 탄자니아에 18개의 학교를 가지고 있다.  150개 이상의 나라에서 국가 위원회들이 있으며 수많은 나라에서 단기 프로그램 마련을 운영한다.  181개국 이상의 나라에서 거의 6만명의 졸업생들이 함께 네트워크를 운영하며 런던에 국제 사무실을 두고 있다.
국제 학력 평가 시험 (International Baccalaureate)을 대부분의 UWC 대학교에서 전적으로 제공하고 있으며 2년제 프로그램을 제공하는 유일한 곳이기도 하다.  태국, 싱가포르, 네덜라드, 스와질랜에 있는 4개의 학교 역시 전(前) 16-교수요목 (a pre-16 syllabus)을  어린 학생들에게 가르치고 있다.  현재 중단된 베네수엘라에 있었던 UWC 전문 대학교에서는 추가 교육을 위한 학생들을 받아들여 농산 관리의 높은 등급 (Higher Diploma)을 가르쳤었다.  각 UWC는 약 85개의 나라로부터 온 200명에서 300명의 학생으로 주로 구성되어 있다.

## 역사
최초의 UWC 대학교는 영국 웨일즈 베일오브글러모건 주 (Vale of Glamorgan)의 90 헥타르의 면적에 있는 12세기 성(城)에 위치한 유나이티드 월드 아틀란틱 대학교 (United World College of the Atlantic)이다.  이 학교는 독일의 슐레슐로스살렘 학교 (Schule Schloss Salem)와 스코트랜드의 골든스튼 학교 (Gordonstoun)를 설립하고  (웨일즈에 위치한) 아웃워드 바운드 (학교) 운동 (Outward Bound movement)을 한 독일 교육학자 컬트 한 (Kurt Hahn)에 의해 1962년에 설립되었다.
한(Hahn)은 16살부터 20세 사이의 학생들을 교육시킬 수 있는 대학교를 구상하였다.  사회 신분, 경제력이나 문화 배경의 요인에 상관없이 참가자의 동기와 잠재력을 기초로 선발할 것이었다.  ‘장학금 프로그램’은 경제적으로 다른 배경을 가진 젊은이들을 신입생으로 모집하는 것이 가능하게 했다.  이 프로젝트는 1962년에 (영국) 웨일즈의 아틀란틱 대학교 (Atlantic College)에서 있은  취임식과 함께 실현되었다.
현재 17개의 UWC가 운영되고 있다.  UWC 시몬 볼리바르  (Simón Bolivar)는  그 운동이 마칠때까지 운동단체의 회원이었다.  각 대학교가 개교한 날이 아래에 나온다:
- United World College of the Atlantic (Llantwit Major, United Kingdom), 1962
- Lester B. Pearson United World College of the Pacific (Victoria, Canada), 1974[4]
- United World College of South East Asia (Singapore), 1971, full member of UWC in 1975, East Campus established 2008
- Waterford Kamhlaba United World College of Southern Africa (Mbabane, Swaziland), 1963, joined UWC in 1981
- Armand Hammer United World College of the American West (Montezuma, New Mexico, United States), 1982
- United World College of the Adriatic (Duino, Italy), 1982
- Simón Bolívar United World College of Agriculture (Ciudad Bolívar, Venezuela), 1986, joined UWC in 1987, closed 2012
- Li Po Chun United World College of Hong Kong (Wu Kai Sha, Hong Kong), 1992
- Red Cross Nordic United World College (Flekke, Norway), 1995
- Mahindra United World College of India (Village Khubavali, India), 1997
- United World College Costa Rica (Santa Ana, Costa Rica), 2000, joined UWC in 2006
- United World College in Mostar (Mostar, Bosnia and Herzegovina), 2006
- United World College Maastricht (Maastricht, Netherlands), 1984, joined UWC in 2009
- Robert Bosch United World College (Freiburg, Germany), 2014
- United World College Dilijan (Dilijan, Armenia), 2014
- United World College Changshu China (Changshu, China), 2015
- United World College Thailand (Phuket, Thailand), 2016
- UWC ISAK Japan (Karuizawa, Japan), 2017
- UWC East Africa (Moshi and Arusha, Tanzania), 2018

현재 UWC 총장은 요르단의 노어 여왕 (Queen Noor of Jordan) (1995년부터 현재)이며, 전 남 아프리카 공화국의 대통령 넬슨 만델라가 2013년 12월에 사망할때까지 함께 직무를 돌봐왔다.  전 UWC 총장에는 마운트배튼 경(卿) (Lord Mountbatten) (1967년부터 1978년까지)과 찰스 황태자 (Prince Charles) (1978년부터 1995년까지)가 있다.

## 아카데미
UWC 학교들과 대학교에서는  (현재 폐교가 된 베네수엘라의 시몬 볼리바르 유나이티드 월드 농과를  제외한)  2년제의 예비 대학 (University) 교육을 제공한다.  싱가포르의 유나이티드 월드 대학교 동남 아시아 (the United World College of South East Asia)에서는 2개의 캠퍼스에서 유치원 (kindergarten)에서 고등학교 3학년까지 가르치며 유나이티드 월드 대학교 마스트리히트 (the United World College Maastricht)는 (네덜란드 위치) 유치원 (pre-school)에서 고등학교 3학년까지 가르친다.  졸업후에 UWC 졸업생은 전 세계에서 인정하는 고등학교 졸업장인 국제바칼로레아 졸업장 (International Baccalaureate Diploma)을 수여하게 된다.  국제바칼로레아 (International Baccalaureate)의 본부는 스위스 제네바에 있다.  유나이니티드 월드 대학교 아틀란틱 ( United World College of the Atlantic) 근처의 초기 발전에  영향을 받은 것이 한가지 이유로 시험장은 영국의 카디프에 위치해 있다.
국제바칼로레아에서 사용하는 3개의 언어는 영어, 프랑스어, 스페인어이다.  17개의 UWC 학교와 대학교 중에 16개가 수업과 의사소통을 위해 사용하는 주 언어는 영어이다.  이태리에 있는 UWC 아드리아해 (UWC of the Adriatic)는 모든 학생들이 그 지역의 주민들과 좋은 관계를 맺기 위해 각자가 이태리어를 공부할 것을 요구한다.  베네수엘라의 시몬 볼리바르 유나이티드 월드 농과대 ( the Simón Bolívar United World College of Agriculture)에서는  스페인어로 수업이 진행되었으며 영어 수업반도 있었다.  이 학교에는 좀더 나이가 든 학생들이 참여했으며 농정(農政)의 졸업장을 수여했다.
UWC 학생들은 졸업후에 미국의 94개의 대학교 (Universities)에서 (필요에 따라) 학부생의 연구를 지원하는 셀비 데이비스 장학금 프로그램 (Shelby Davis Scholarship)에 참여할 수 있는 자격을 갖추게 된다.

## 행사
UWC 학교와 대학교의 특별 행사들에는 리 포 춘 유나이티드 월드 대학교 (Li Po Chun United World College)의 산호(珊瑚) 모니터링 서비스 (the Coral Monitoring Service)와 유나이티드 월드 대학교 아틀란틱 (United World College of the Atlantic)에서 학생들이 운영하는 주방 정원이 포함된다.  마힌드라 유나이티드 월드 대학교 인도 (Mahindra United World College of India)에서는 학교 주위의 지방 자연 보호 구역을 위해 소방안전에 일하고 있다.  유나이티드 월드 대학교 모스타 (United World College in Mostar)에서는 모스타 사회가 분쟁 이후에 분열 된 것을 회복시키는데 기여하는 CAS 프로그램이 있다.  아만드 해머 유나이티드 월드 대학교 아메리칸 웨스트 (Armand Hammer United World College of the American West)에서는 발토스 제단에 불화의 건설적인 정책 (Constructive Engagement of Conflict)과  광야 응급 처치 증명서 과정 (Wilderness First Aid certification course)에 참여할 수 있으며 뉴 멕시코의 지방 보물들을 탐구하기 위한 남서부 연구에 참여할 수 있다.  피어슨 대학교 UWC (Pearson College UWC)에서는 학생들이  (캐나다에 위치한 ) 레이스 락스 해양 보호 지역 (Race Rocks Marine Protected Area)을 돌보고 제빵과 카약 (kayak)과 관련된 일을 돕는다.

## 입학/등록
보통 본인이 등록한 학교나 대학교에서 직접 지원을 받는 반면에, 많은 UWC 학생들은 국가 위원회 시스템을 통해서 장학금 전부 혹은 일부를 받는다.  UWC 국가 위원회는 대략 140 나라에 위치해 있으며 자원 봉사자로만 운영되는 곳과 정식 직원으로 운영되는 곳이 있다.
UWC 장학금 신청자는 보통 국가 위원회에서 선발한다.  시스템을 선택하는 면에 있어서 약간 다르기는 하지만 UWC의 임무, 가치, UWC의 국제 사무실, 그 부속들과 대학교들 사이에서 생각하는 표준은 동일하다.  예를 들어 인도, 포르투갈, 브라질, 아르헨티나, 영국, 스페인, 독일, 이태리에서는 최종 후보자가 2일동안 선택한 주택에서 면접, 게임, 토론에 참여하는 반면에 이집트에서는 국가 경쟁 시스템과 특별히 고안된 면접을 통해서 입학을 제공받는다.  홍콩이나 콜롬비아아와 같은 다른 나라에서는 신청자들이 “도전하는 날” ("Challenge Day")이라는 행사에 초대를 받아 토론을 하고 새로운 언어를 배우고 단체 게임에 참여한다.  그 다음, 최종 후보자 명단에 있는 신청자들은 입학을 하기전에 마지막 면접에 참석한다.

## 알룸나이

### 정치 및 정부
- King Willem-Alexander: 네덜란드 왕; King of The Netherla
- Ian Khama: 보츠와나 대통령 President of Botswana. April 2008–
- Douglas Alexander: 영국 의회 및 외무부 비서관; British Member of Parliament and Shadow Foreign Secretary. From 2007 until 2010 he was Secretary of State for International Development in Gordon Brown's cabinet
- Lene Feltman Espersen: 전 외무부 장관, 덴마크; former Minister of Foreign Affairs, Denmark
- Eluned Morgan: 웨일스 정치가; Welsh politician, member of the House of Lords and former member of the European Parliament
- Lindiwe Sisulu: 아프리카 공화국의 국방 장관과 군 참모 장교; Minister of Defence and Military Veterans in South Africa
- Lousewies van der Laan: 네덜란드 정치인, 유럽 자유 민주당 부통령, 국제 형사 재판소 소장 참모; Dutch politician, Vice President of the European Liberal Democrats, Chief of Staff to the President of the International Criminal Court
- David Cunliffe: 뉴질랜드 의회 의원, 전 야당 지도자; New Zealand Member of Parliament, former Leader of the Opposition
- Chrystia Freeland: 현재 캐나다 외무부 장관; Current Canadian Minister of Foreign Affairs, Former Federal Minister of Foreign Trade, journalist and member of the Canadian parliament
- Niki Ashton: 캐나다 의회 의원; Canadian Member of Parliament.
- Jonathan Kis-Lev: 이스라엘 평화 운동가; Israeli peace activist
- Emma Howard Boyd: 영국 환경부 의장; Chair of the UK’s Department for Environment, Food & Rural Affairs and the Environment Agency, 2016.
- Tim Owen QC: 영국 인권 변호사; British human rights barrister.
- Jakob von Weizsäcker: 독일 정치인, 유럽 의회 의원; German politician, Member of the European Parliament.
- Marina Catena: 유엔 세계 식량 계획 국장 및 이탈리아 육군 중령; Director United Nations World Food Programme and Lieutenant Italian Army

### 비지니스
- Pentti Kouri: 핀란드의 경제학자와 벤처 자본가; Finnish economist and venture capitalist
- Robert Milton: ACE Aviation Holdings Inc.의 회장, 사장, 에어 캐나다 회장; Chairman, President and CEO of ACE Aviation Holdings Inc. and Chairman of Air Canada
- Jorma Ollila: 전 회장 겸 CEO 인 Nokia Corporation; former chairman and CEO of Nokia Corporation
- Peter Sands: 스탠다드 차타드의 CEO; CEO of Standard Chartered
- Robin Chase: 공동 창업자이자 Zipcar의 첫 CEO; co-founder and the first CEO of Zipcar
- Todd Sampson: Earth Hour initiative 회장; CEO of Leo Burnett, Sydney, co-creator of the Earth Hour initiative

### 예술
- Sally El Hosaini, Award-winning Film-maker, Screen International's UK Stars of Tomorrow 2009.
- Anne Enright: Irish author, 2007 winner of the Man Booker Prize
- Karen Mok: Hong-Kong singer, actress and songwriter, three-time Golden Melody Award-winner
- Wangechi Mutu: Kenyan artist and 2010 Deutsche Bank Artist of the Year
- Eric Khoo: film director from Singapore.
- Richard E. Grant: actor, famous from Withnail and I.
- Ashraf Johaardien: playwright, from South Africa.
- Sonam Kapoor: Indian actress
- Juan Pablo Di Pace: Actor

### 학자
- Alison Donnell: English Professor and Head of School of Literature and Languages at University of Reading.
- Jonathan Michie: Director of the Department for Continuing Education and President of Kellogg College, University of Oxford
- Gina Neff: Professor of Sociology, Oxford University and Senior Research Fellow, Christchurch College, Oxford
- Howard Newby: Vice-Chancellor of the University of Liverpool
- Federico Varese: Professor of Criminology, Oxford University and Senior Research Fellow, Nuffield College, Oxford
- 길라드 추커만 (Ghil'ad Zuckermann): 이스라엘에서 태어난 언어학자이자 언어 부흥자이다. 그는 호주 애들레이드 대학교에서 교수이자 위기에 처한 언어들 및 언어학의 학장을 맞고 있다. 그는 옥스포드 대학교로부터 박사학위, 케임브리지 대학교로부터 박사학위 그리고 텔 아비브 대학교에서 인문학 석사학위를 받았다. 그는 유대연구를 위한 호주 협회 (AAJS)의 회장이자 호주의 국가 건강및 의학 조사 위원회 (NHMRC)에서 자금을 제공받는 언어 회복 및 정신건강 을 평가하는 큰 조사연구의 연구장이다.[1]
- Hanno Kube: Professor of Public Law, Chair of Public Finance and Tax Law at the University of Heidelberg.

### 기타
- Pavlos, Crown Prince of Greece
- Zenani Mandela-Dlamini
- Akihiko Hoshide: 일본 우주 비행사; Japanese astronaut
- Malaika Vaz: youngest explorer to reach Antarctica and Arctic.
- Julie Payette: 캐나다 우주 비행사; Canadian astronaut
- Mayumi Raheem: Sri Lankan swimmer, three times gold medal winner at the 2006 South Asian Games
- Saba Douglas-Hamilton: conservationist and TV presenter
- Paul Colton: Cork, Cloyne and Ross, Ireland의 주교; Bishop of Cork, Cloyne and Ross, Ireland
- Kim Han-sol: 김한솔; Grandson of Kim Jong-il

1. ↑  Voices of the land, In Port Augusta, an Israeli linguist is helping the Barngarla people reclaim their language / Anna Goldsworthy, The Monthly, September 2014.